# Comté de Navarro
Pour les articles homonymes, voir Navarro (homonymie).
Le comté de Navarro, en anglais : Navarro County, est un comté situé dans le centre-est de l'État du Texas aux États-Unis. Fondé le 25 avril 1846, son siège de comté est la ville de Corsicana. Selon le recensement des États-Unis de 2020 sa population est de 52 624 habitants. Le comté a une superficie de 2 813 km2, dont 2 810 km2 en surfaces terrestres. Il est nommé en l'honneur de José Antonio Navarro (en), un des chefs de la révolution texane.

## Organisation du comté
Le comté est fondé le 25 avril 1846. Il est définitivement organisé et autonome, le 13 juillet 1846. 
Le comté est baptisé en référence à José Antonio Navarro (en), un des principaux participants mexicains à la révolution texane,,.

## Comtés voisins
| Comté d'Ellis |                    | Comté de Henderson |
|               | comté de Navarro   |                    |
| Comté de Hill | Comté de Limestone | Comté de Freestone |

## Démographie
Lors du recensement de 2010, le comté comptait une population de 47 735 habitants. Elle est estimée, en 2017, à 48 701 habitants. .

Pyramide des âges du comté de Navarro (2000).

| Groupes           | Comté de Navarro | Texas | États-Unis |
| ----------------- | ---------------- | ----- | ---------- |
| Blancs            | 69,              | 70,4  | 72,4       |
| Autres            | 12,5             | 10,5  | 6,2        |
| Afro-Américains   | 13,8             | 11,9  | 12,6       |
| Métis             | 2,2              | 2,5   | 2,7        |
| Océaniens         | 0,8              | 0,1   | 0,2        |
| Amérindiens       | 0,6              | 0,7   | 0,9        |
| Asiatiques        | 0,5              | 3,8   | 4,8        |
| Total             | 100              | 100   | 100        |
|                   |                  |       |            |
| Latino-Américains | 23,8             | 37,6  | 16,7       |